# Amphipyra problematica
Amphipyra problematica là một loài bướm đêm trong họ Noctuidae.